# Бхаттачарья, Тити
Тити Бхаттачарья (англ. Tithi Bhattacharya; род. 1971) — профессор истории Южной Азии и директор Центра глобальных исследований в университете Пердью. Марксистская феминистка, одна из теоретиков понятия социального воспроизводства. Родилась в 1971 году в Индии, работала в Великобритании и США.

## Научная работа
Тити Бхаттачарья защитила докторскую диссертацию в 2000 году в Лондонском университете. Она была посвящена городскому обществу Калькутты в XIX веке и стала основой для её первой книги «Стражи культуры» (The Sentinels of Culture, 2005). Краткое содержание книги изложено на личном сайте Тити Бхаттачарьи таким образом:
«В этой книге рассматривается отношения взаимного конституирования между формированием класса и формированием нации. Она сосредоточена на очень своеобразном аспекте социальной истории среднего класса Бенгалии: их одержимостью культурой и образованием. Книга начинается с углублённого анализа их понимания образования и показывает, каким образом образование и культура часто оказывались проявлениями социального и экономического господства. „Класс“ используется как ключевая аналитическая категория. Показано, что высказывания об образованности, и само наличие образования в колониальной Бенгалии были ключевыми аспектами формирования на этой территории нового среднего класса».
Тити Бхаттачарья известна академическими исследованиями в теоретической традиции марксистского феминизма. Так же в сфере её научных интересов — гендерные исследования, глобальный феминизм и анализ исламофобии.

## Активизм
Бхаттачарья участвовала в организации Всемирной забастовки женщин 8 марта 2017 и 2018 годов. Участвовала в политических манифестациях в разных странах мира. Вместе с Нэнси Фрезер и Чинцией Аруззой написала важный для понимания современного интерсекционального феминизма манифест «Феминизм для 99%». Бхаттачарья активно выступает против нарушений прав человека в Палестине, в частности, публично поддерживает движение «Бойкот, изоляция и санкции».
Она регулярно публикует колонки в известном левом журнале «Jacobin» и на сайте Huffington Post.
Тити Бхататчарья живёт в Уэст-Лафейетте, штат Индиана, где находится университет Пердью. На её личном сайте особое внимание уделено роли в её жизни кота Кливленда.

## Книги
- Feminism of the 99%. Verso. (вместе с Cinzia Arruzza и Nancy Fraser), 2019
- Social Reproduction Theory Remapping Class, Recentering Oppression [редактор-составитель]. Pluto Press, 2017
- The Sentinels of Culture: Class, Education, and the Colonial Intellectual in Bengal, Oxford University Press, 2005

## О ней
- Marnie Holborow Review of «Social Reproduction Theory», edited By Tithi Bhattacharya in Irish Marxist Review.
- Марина Ларина. Гендерное угнетение через призму теории социального воспроизводства // Спільне